# Krems (Traun)
Die Krems ist ein rund 60 Kilometer langer Nebenfluss der Traun in Oberösterreich.
Nicht zu verwechseln ist dieser Fluss mit dem niederösterreichischen Donauzufluss Krems.

## Name
Der Fluss wurde im Jahr 888 (iuxta rivum … Chremisa) erstmals urkundlich erwähnt. Die Deutung des Namens ist unsicher. Möglicherweise leitet er sich von einer keltischen Wortwurzel *krimo- für „getrennt, geteilt“ ab und die Krems hätte demnach die Bedeutung „eingeschnittener Fluss“. Denkbar wäre auch ein Zusammenhang mit der urindogermanischen Wurzel *kremH- für „einen Schritt tun“.

## Verlauf
Der so bezeichnete Kremsursprung (⊙) liegt in der Krems am Fuß der Kremsmauer auf rund 580 m ü. A.  im Gemeindegebiet von Micheldorf in Oberösterreich, der längste  Quellbach entspringt auf rund 1100 m ü. A. unterhalb des Törl. Die Krems fließt anschließend durch das Kremstal im Traunviertel nordwärts durch das oberösterreichische Alpenvorland und mündet südlich von Linz, nahe dem Stadtteil Ebelsberg, in die Traun.
Das Gefälle der Krems beträgt bis Kirchdorf 2 bis 4 %, im weiteren Verlauf ist es deutlich geringer und liegt relativ konstant bei 5,3 ‰.
Die Krems hat nur wenige kleinere Zuflüsse, der bedeutendste ist der 20,5 km lange Sulzbach, der bei Rohr im Kremstal von rechts einmündet und ein Einzugsgebiet von rund 80 km² entwässert.
Größere Gemeinden im Kremstal sind Micheldorf, Kirchdorf an der Krems, Schlierbach, Wartberg an der Krems, Kremsmünster, Rohr im Kremstal, Kematen an der Krems, Piberbach und Neuhofen an der Krems. Ansfelden wird bereits zum Oberösterreichischen Zentralraum gerechnet.

## Geologie
Der Kremsursprung liegt im Hauptdolomit der Nördlichen Kalkalpen. Bei Kirchdorf durchquert die Krems auf einem kurzen Abschnitt eine Zone aus Kreide und Flysch, bevor der Untergrund von der Molassezone mit ihren typischen Schlierablagerungen gebildet wird. Bei Nettingsdorf erreicht der Fluss den Alluvialboden von Traun und Donau.

## Einzugsgebiet und Wasserführung
Die Krems entwässert ein Einzugsgebiet von 377,9 km². Der höchste Punkt im Einzugsgebiet ist die Kremsmauer mit 1604 m ü. A.
Der mittlere Abfluss am Pegel Kremsdorf, 8 km oberhalb der Mündung, beträgt 5,9 m³/s.
Die Abflussspende von 16,3 l/s·km² ist deutlich niedriger als die der benachbarten Flüsse Alm (34,2 l/s·km²) und Steyr (40,5 l/s·km²). Sie nimmt allerdings im Flussverlauf deutlich ab und beträgt am Pegel Kirchdorf an der Krems (58,2 km oberhalb der Mündung, Einzugsgebiet: 40,5 km) 27,4 l/s·km² und am Pegel Kremsmünster (Ort) (35,35 km; 147,2 km²) noch 20,7 l/s·km².
Die Krems weist ein ausgeglichenes winterpluviales Abflussregime auf. Der mittlere Abfluss ist im wasserreichsten Monat März mit 8,17 m³/s knapp doppelt so hoch wie im wasserärmsten Monat Oktober mit 4,38 m³/s.

### Jahrhunderthochwasser 2002
Bei der Jahrhundertflut von 2002 kam es auch im Bereich der Krems zu großen Schäden. Am 12. August 2002 wurde am Pegel Kremsdorf mit 274 m³/s der bislang größte Durchfluss gemessen.
Zwischen Neuhofen und Nöstlbach trat die Krems über die Ufer was dazu führte, dass große Teile von Nöstlbach überflutet wurden. Flussabwärts wurden ebenfalls einige Industriebetriebe (unter anderem das neu errichtete Werk von Gruber & Kaja und die Nettingsdorfer Papierfabrik) überflutet. Die Überschwemmung der Papierfabrik hatte zur Folge, dass Hackschnitzel und Baumstämme im gesamten Gemeindegebiet von Ansfelden verteilt wurden.
Im Bereich der Redersiedlung kam es in weiterer Folge zu einem Dammbruch, wodurch Teile dieser Siedlung bis zu 1,5 Meter überschwemmt wurden.
In Folge der Schäden wurden umfangreiche Hochwasserschutzmaßnahmen getroffen. Zwischen Neuhofen und der Mündung in die Traun wurden einige Bereiche wieder verbreitert und renaturiert. Weiters wurden zwei alte Brücken abgetragen und durch höhere Brücken ersetzt, um Engstellen zu beseitigen. In Planung ist ebenfalls ein Retentionsbecken im Bereich Wartberg mit einem Flächenbedarf von etwa 100 ha, welches bis zu 2,6 Mio m³ Wasser zurückhalten soll.

## Wirtschaftliche Nutzung
Die Wasserkraft der Krems wird durch zahlreiche Mühlen, Sägewerke und früher auch Sensenwerke genutzt. Bereits im Jahr 903 wurden die Fischerei- und Wasserrechte im Kremstal urkundlich geregelt. Ab dem 14. Jahrhundert entstanden im Raum Micheldorf/Kirchdorf die ersten Schmiedewerkstätten, die bis ins 19. Jahrhundert der wichtigste Wirtschaftsfaktor für das Gebiet waren. Im Mittel- und Unterlauf wurde die Wasserkraft der Krems auch zum Betrieb von Getreidemühlen und Sägewerken genutzt. In Kremsmünster wurde im 16. Jahrhundert die erste Papiermühle in Oberösterreich gegründet. Etliche dieser Anlagen wurden mit Turbinen adaptiert und dienen heute der Stromerzeugung. In Ansfelden befindet sich am rechten Kremsufer die Papierfabrik Nettingsdorf, welche Kremswasser für den Produktionsprozess verwendet.

## Ökologie
Über weite Strecken ist die Krems begradigt, reguliert und mit Uferverbauungen und künstlichen Querbauten versehen. Zahlreiche Wehre und Ausleitungen führen zur Unterbrechung des Fließgewässerkontinuums und machen den Fluss für Fische und andere Organismen nicht mehr durchgehend passierbar. Nur zwischen Inzersdorf und Wartberg gibt es einen längeren naturbelassenen Abschnitt. Hier mäandriert die Krems durch eine weite Talebene, die teilweise als Naturschutzgebiet Kremsauen ausgewiesen ist. Entlang des Flusses finden sich Steilufer, Unterspülungen, Kolke, Sand- und Schotterbänke. Auch die Seitenbäche sind hier überwiegend unreguliert. Kurze nicht regulierte Abschnitte gibt es auch noch um Kremsmünster.

### Fauna und Flora
Der Oberlauf der Krems zählt zur Forellenregion, hier kommt hauptsächlich die Bachforelle, aber auch Regenbogenforelle, Äsche, Aitel Koppe, Schmerle und Pfrille vor. In der unteren Krems findet man zusätzlich vereinzelt Näsling, Barbe, Hasel, Gründling, Laube und den in Oberösterreich seltenen Bitterling. Vor der großflächigen Regulierung war auch der Huchen heimisch.
Der aus Nordamerika eingeschleppte Signalkrebs hat sich aus der Traun kommend über fast den gesamten Verlauf der Krems ausgebreitet. In einzelnen kleinen Zubringerbächen im Unterlauf wurde der Steinkrebs nachgewiesen.
Im Unterlauf kommt der Biber vor. Dabei handelt es sich um Populationen, die in der Lobau in Wien sowie am unteren Inn angesiedelt wurden und sich über die Donau ausbreiteten. Die Feuchtwiesen im Naturschutzgebiet Kremsauen sind ein wichtiger Lebensraum für Wiesen- und Bodenbrüter wie den Großen Brachvogel, Wiesenpieper, Rohrammer und Feldschwirl und für Schmetterlinge, darunter in Oberösterreich sehr seltene Arten von Spannern, Echten Sackträgern und Glasflüglern. Auch die Zwergmaus ist hier heimisch.
Zu den in den Feuchtwiesen der Kremsauen vorkommenden Pflanzenarten zählen Knabenkräuter, Fieberklee, Gold-Hahnenfuß, Knäuel-Binse, Lungen-Enzian, Trollblume, Weichhaariger Pippau, Sumpf-Haarstrang, Fuchs-Segge, Zweizeilige Segge, Knick-Fuchsschwanzgras sowie Einspelzige Sumpfbinse.

### Wasserqualität
Das Einzugsgebiet der Krems ist mit 124 Einwohnern/km² relativ dicht besiedelt, der Dauersiedlungsraum beträgt 72 %. Ein bedeutender Anteil des Einzugsgebietes wird  landwirtschaftlich genutzt, 23 % des Einzugsgebiets sind Ackerland, 41 % Grünland und 25 % Wald. Die Viehhaltung pro Fläche liegt mit 64 GVE/km² etwa im Landesschnitt, der Schweinebestand stellt hingegen mit 320 Schweinen/km² den oberösterreichischen Spitzenwert dar.
Wie andere Fließgewässer im Traun-Enns-Riedelland ist die Krems daher mit Nitrat, Nitrit, Ammonium, Phosphor, Insekten- und Unkrautvernichtungsmitteln belastet. Sie weist anfangs Gewässergüteklasse I-II, dann über den Großteil des Verlaufs Güteklasse II, auf kurzen Abschnitten auch III, auf. Durch den Bau von kommunalen Abwasserkläranlagen konnte die Gewässergüte deutlich verbessert werden. Früher war die Krems insbesondere durch die Abwässer der Papierfabrik Nettingsdorf, die heute in die Kläranlage Asten geleitet werden, stark belastet und hatte unterhalb Güteklasse IV.

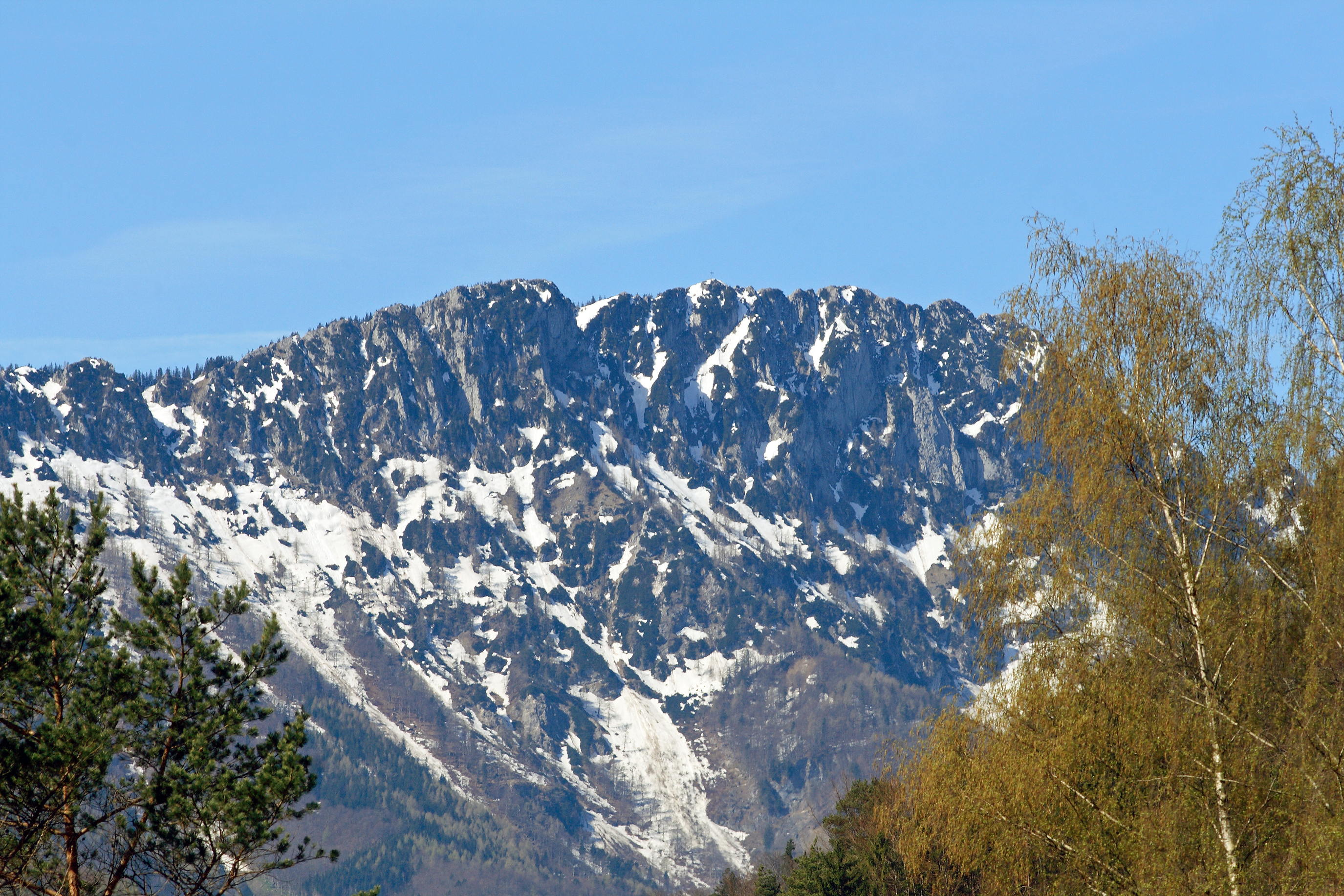
Der Kremsursprung befindet sich am Fuße der Kremsmauer
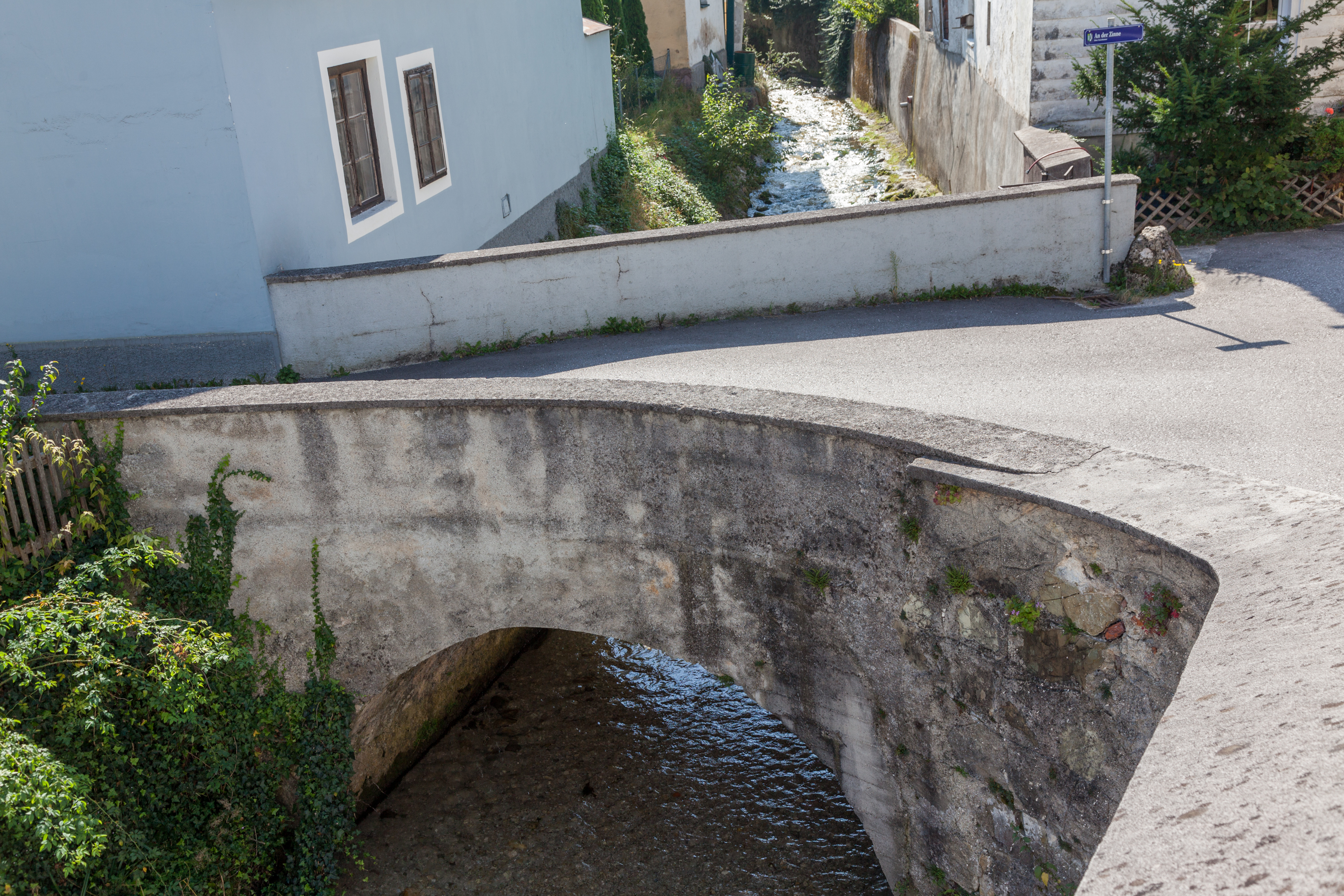
An der Zinne, Micheldorf
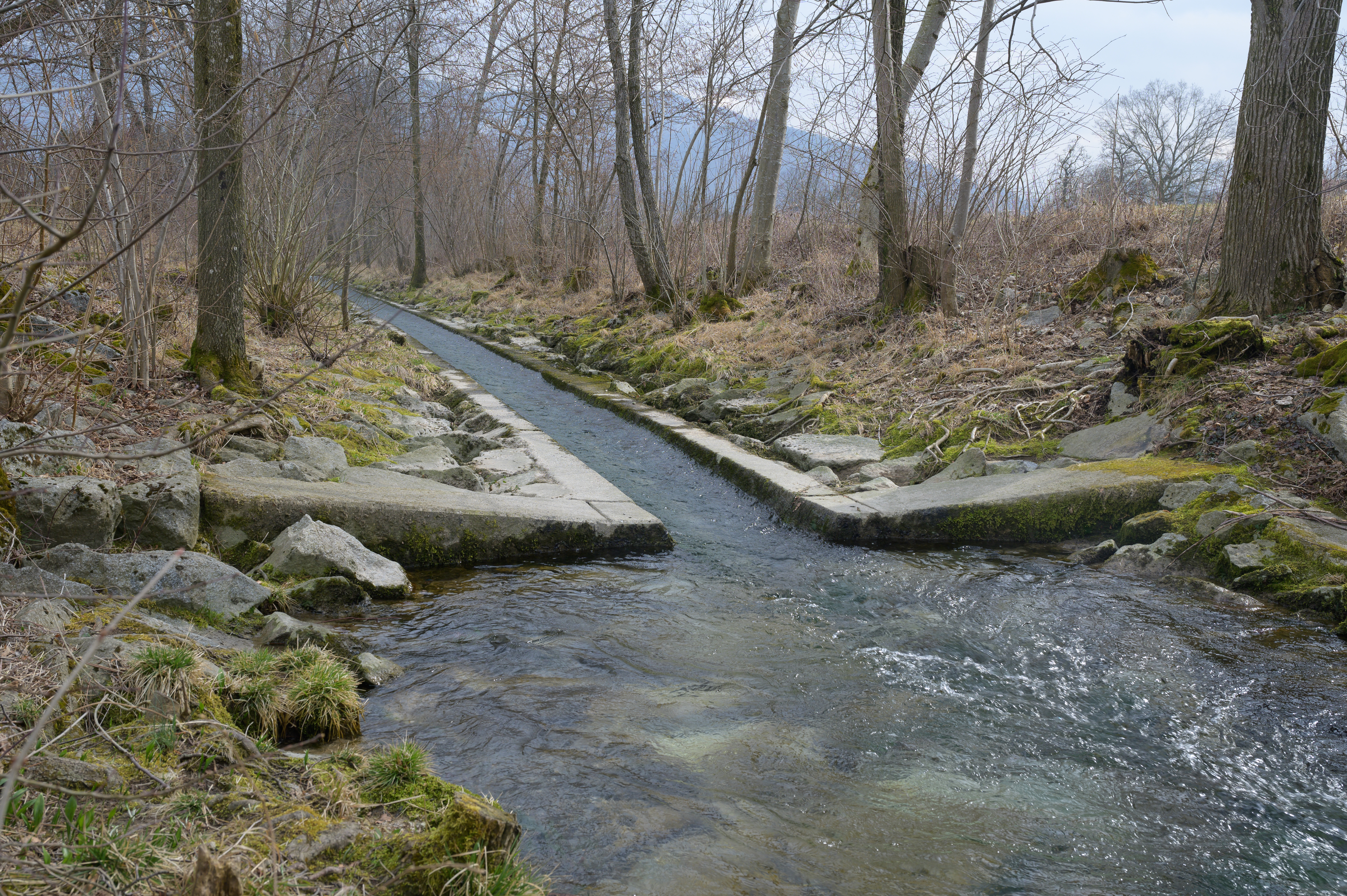
Betongerinne in Mittermicheldorf
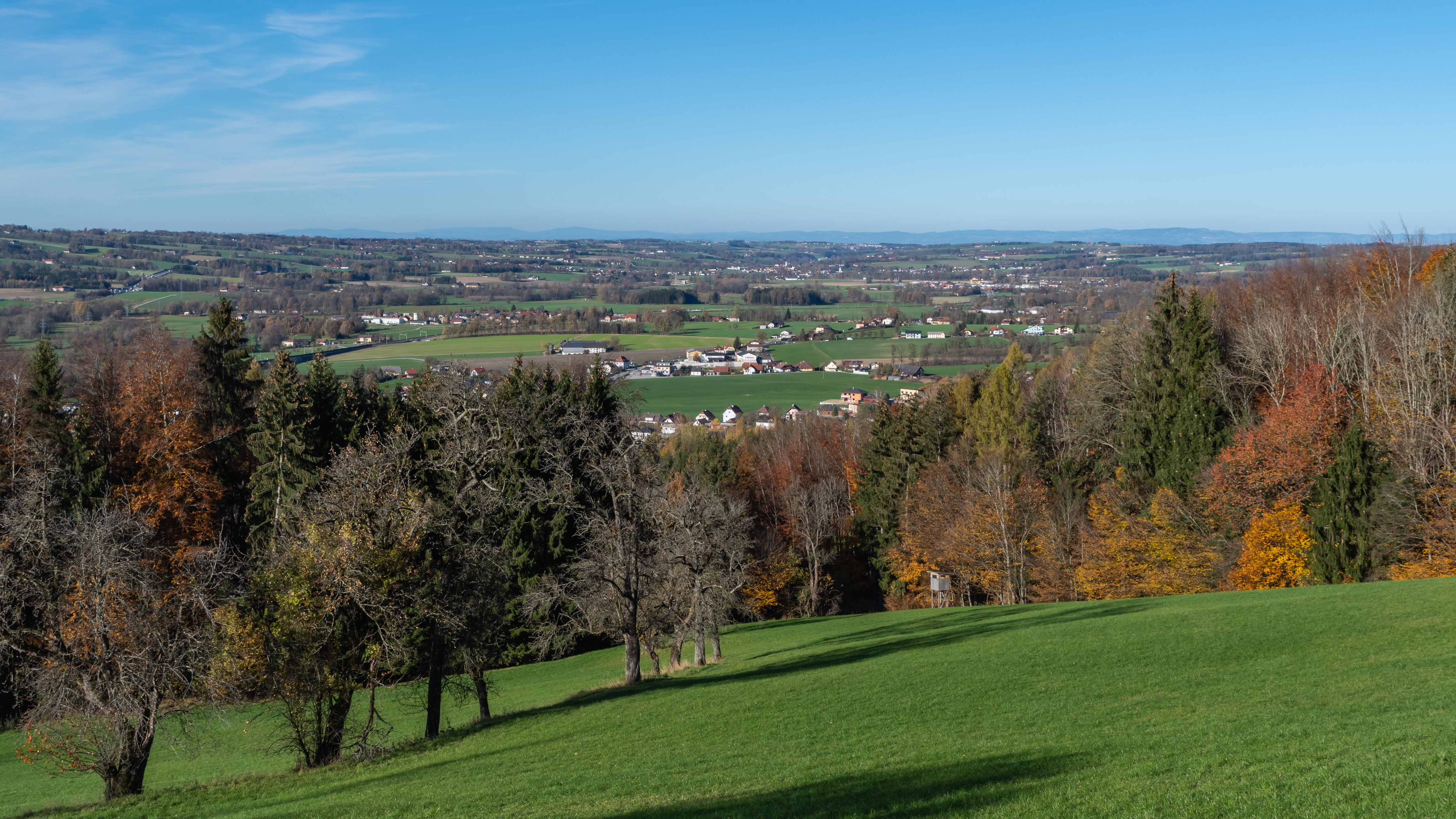
Nach Micheldorf / Kirchdorf weitet sich das Kremstal
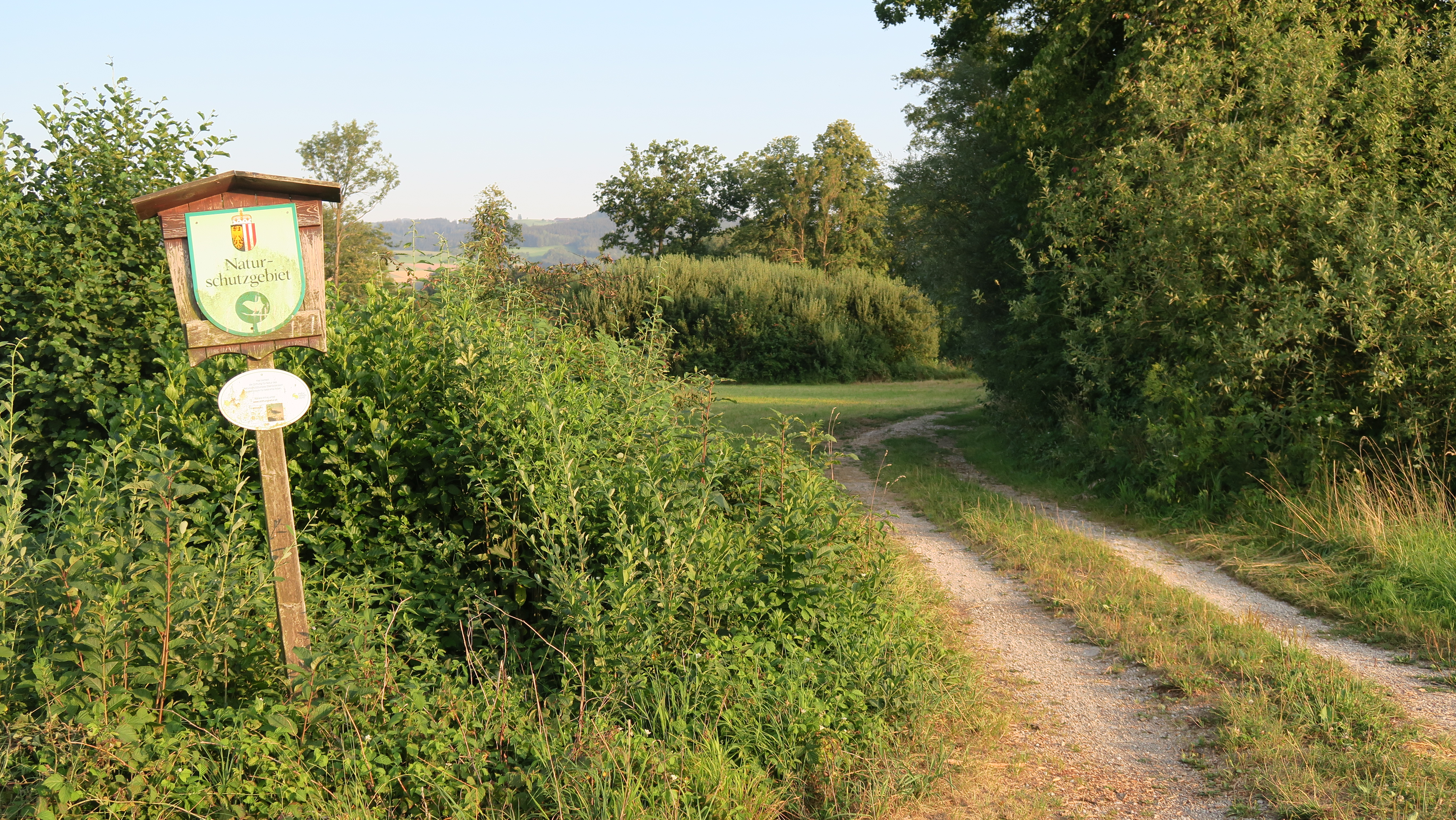
Naturschutzgebiet Kremsauen
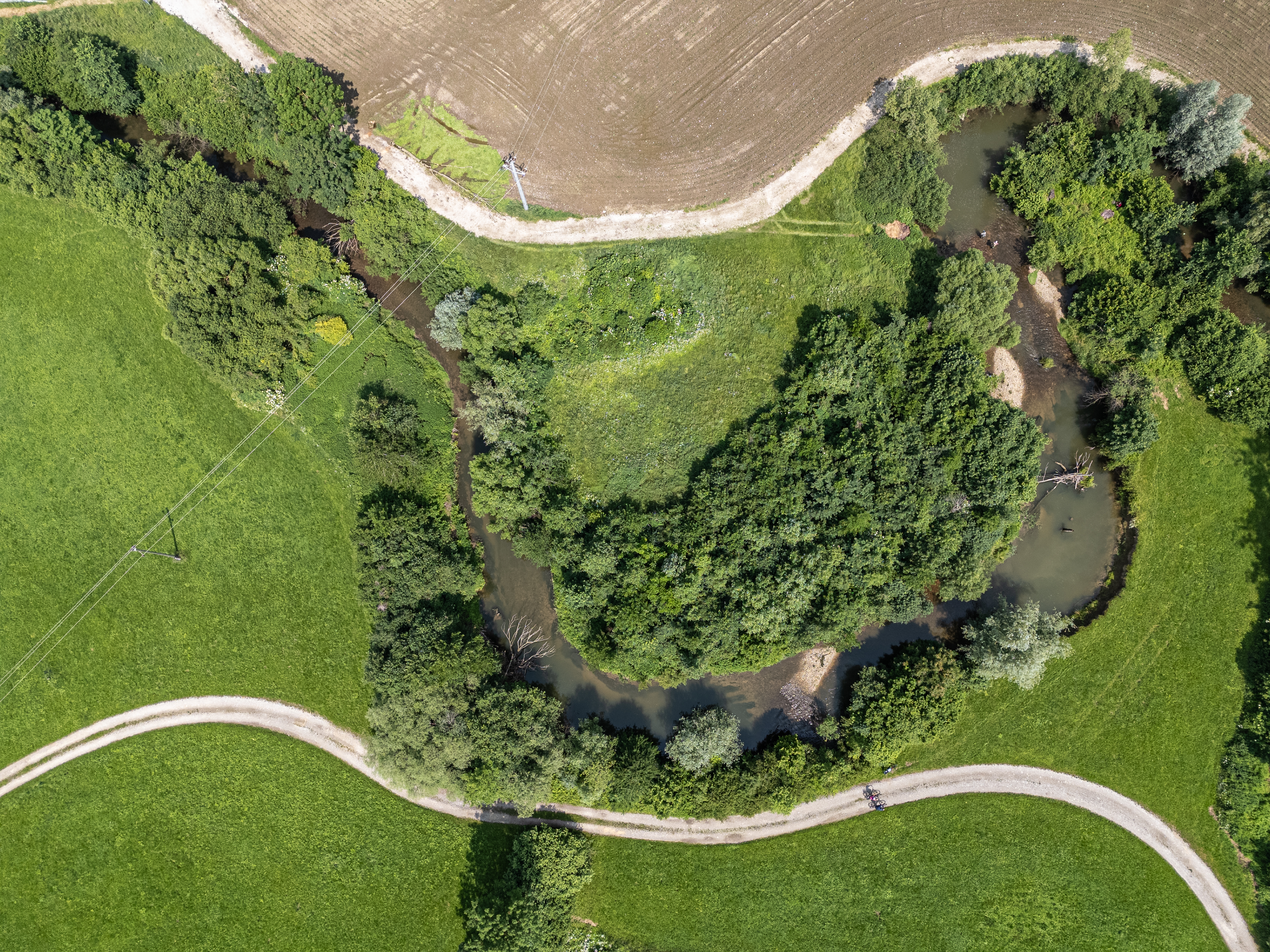
Mäander bei Nußbach/Wartberg
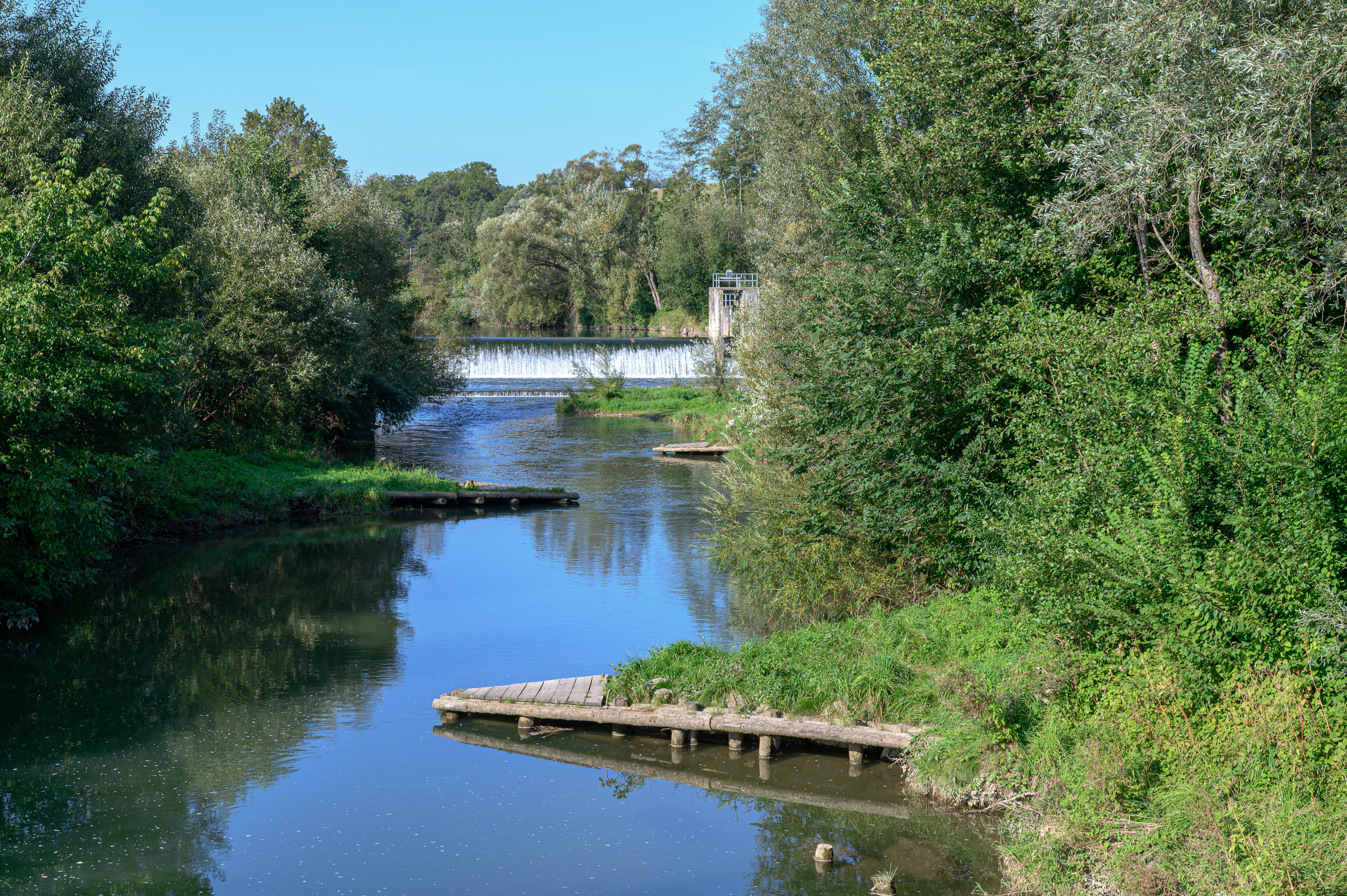
Zahlreiche Wehranlagen unterbrechen den natürlichen Lauf
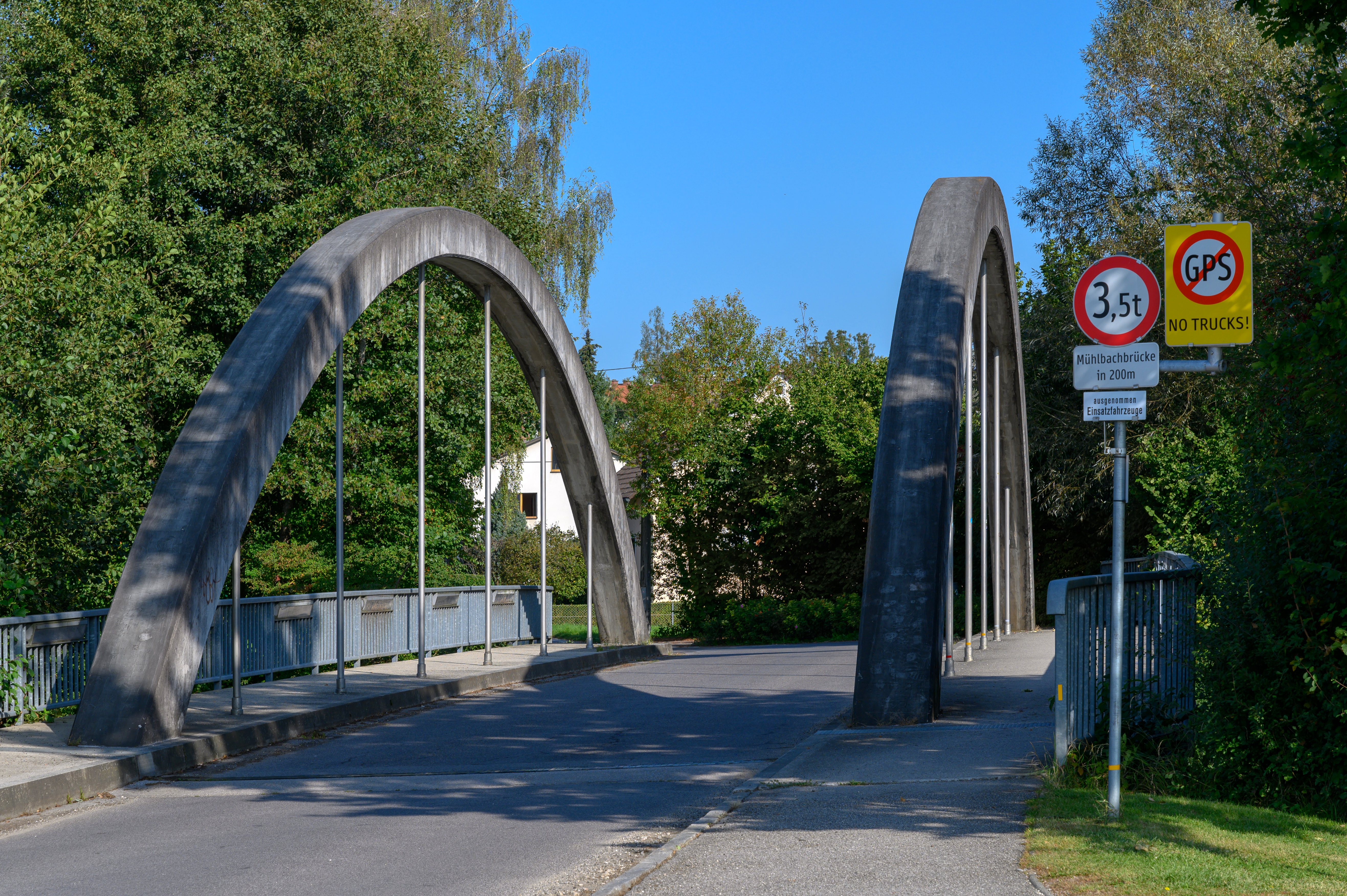
Brücke Neuhofen – Piberbach
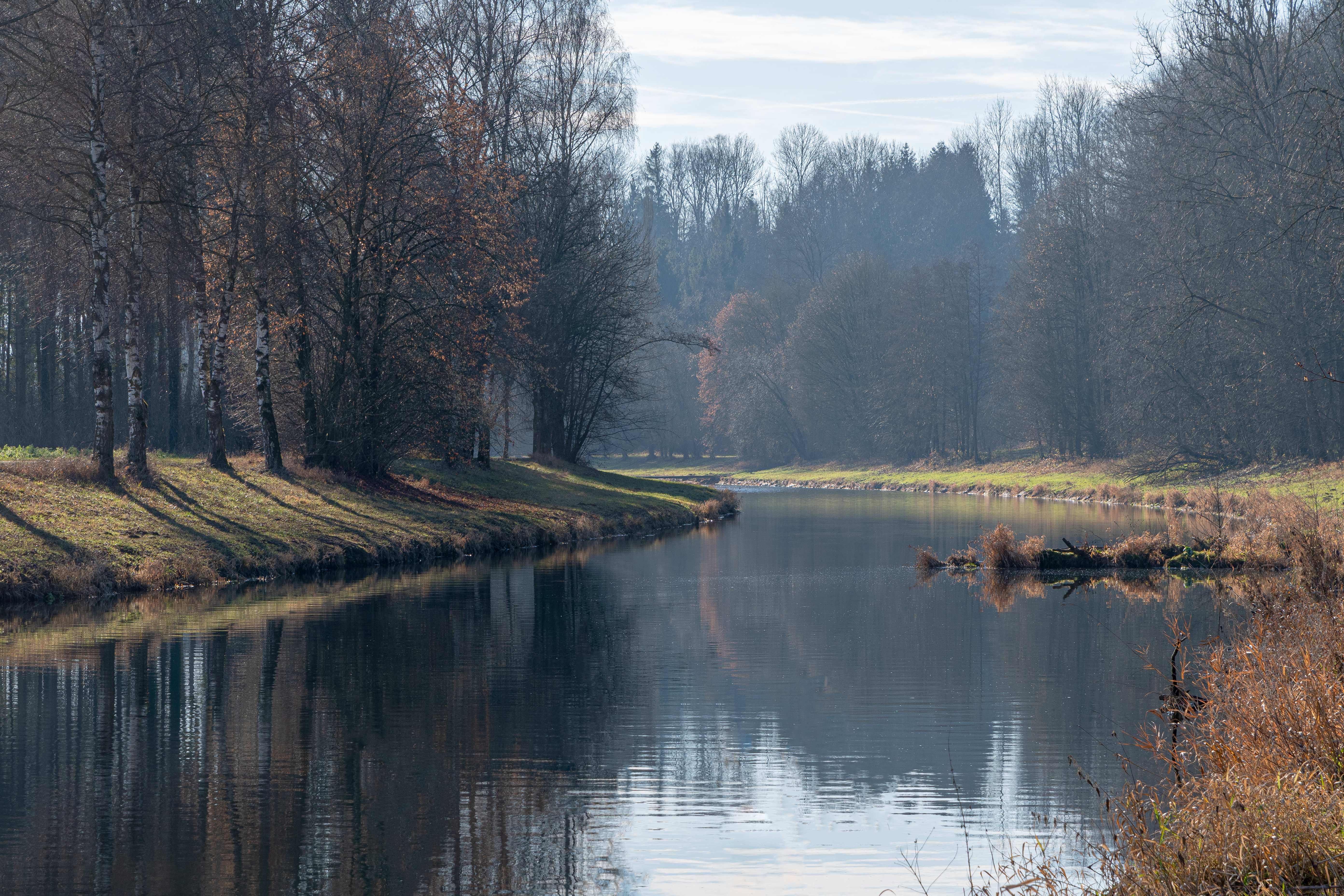
Zwischendurch gibt es immer wieder stille Abschnitte
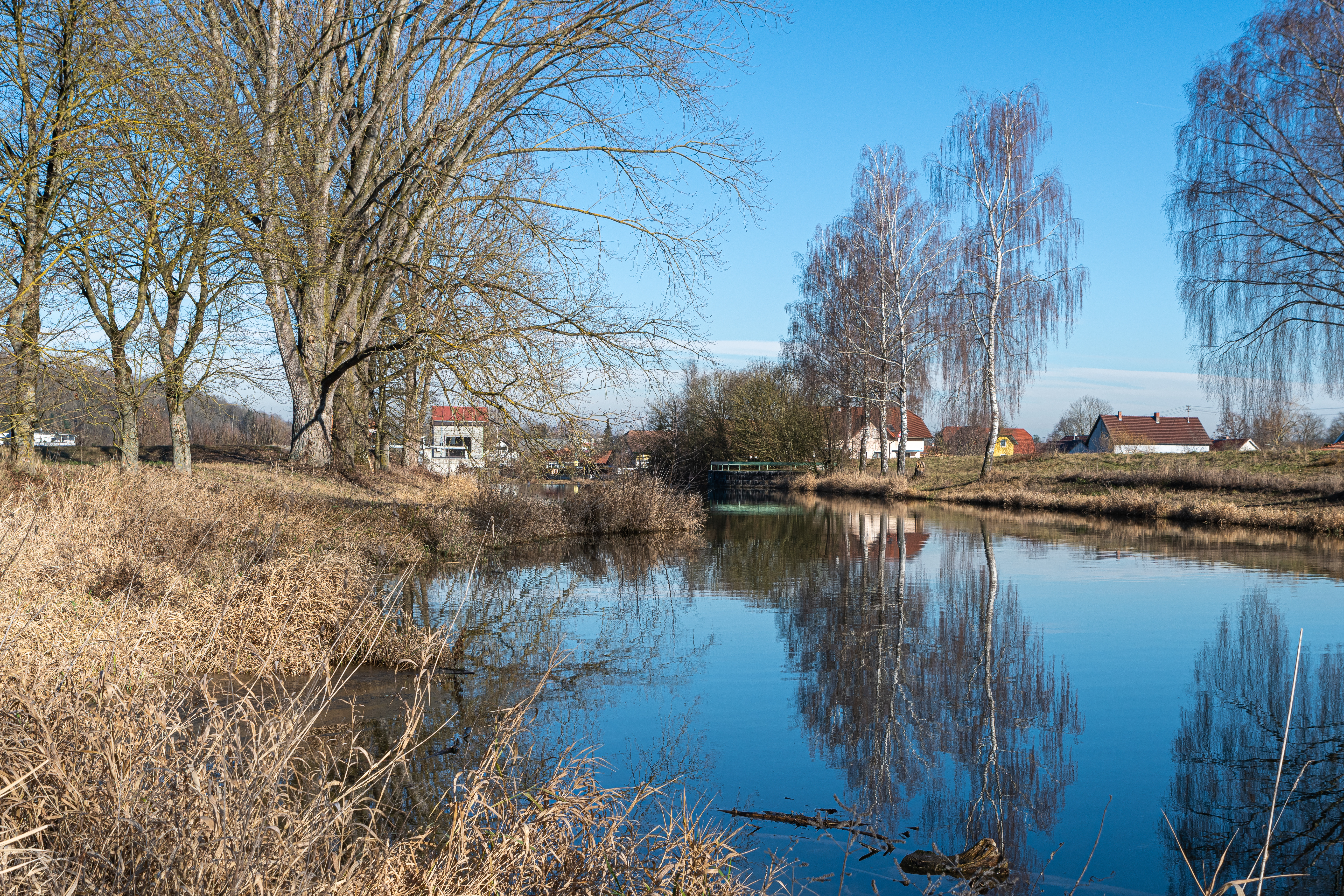
Rückstau der Wehranlage Weißenberg bei Nöstlbach
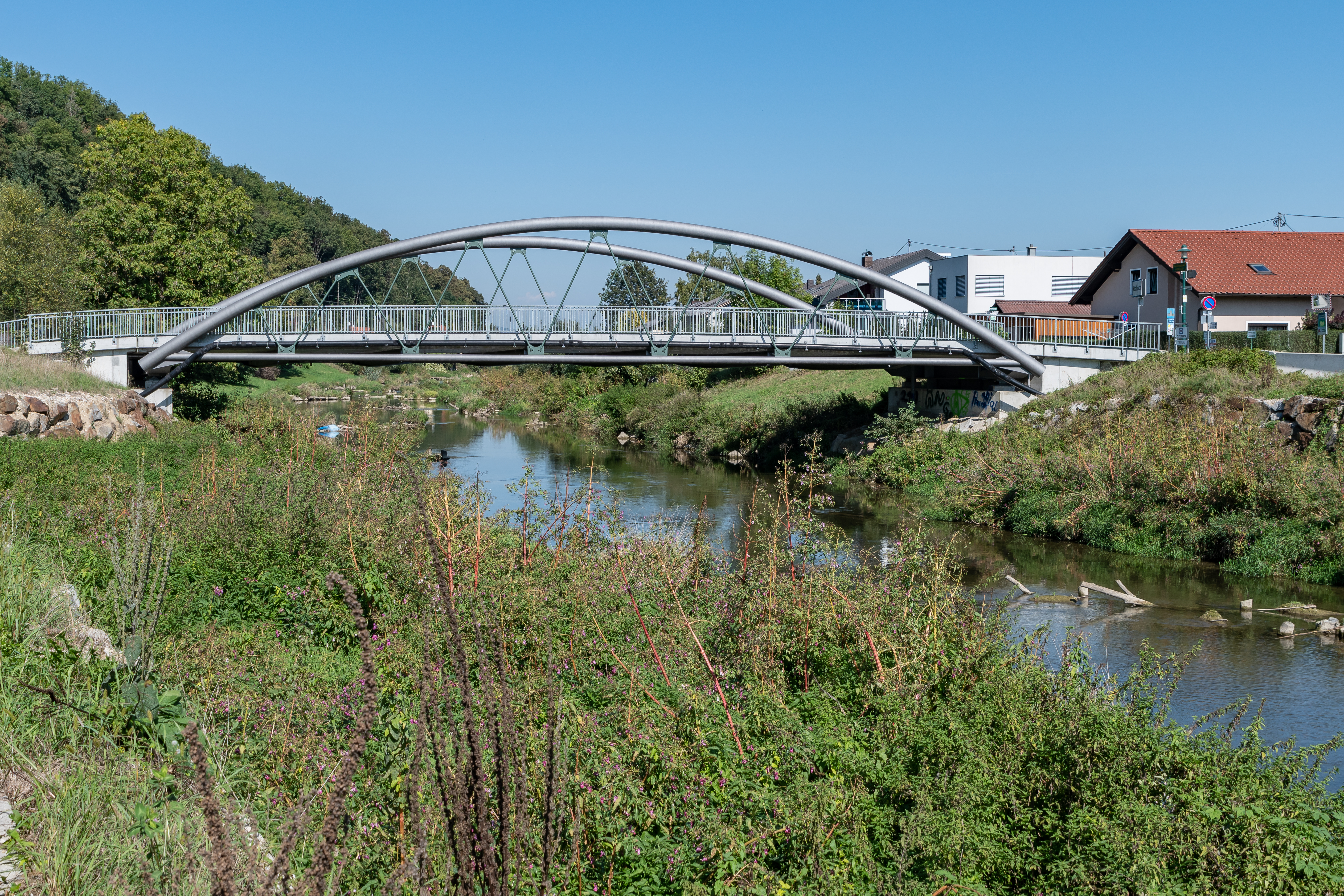
Brücke Weißenberg – Nöstlbach
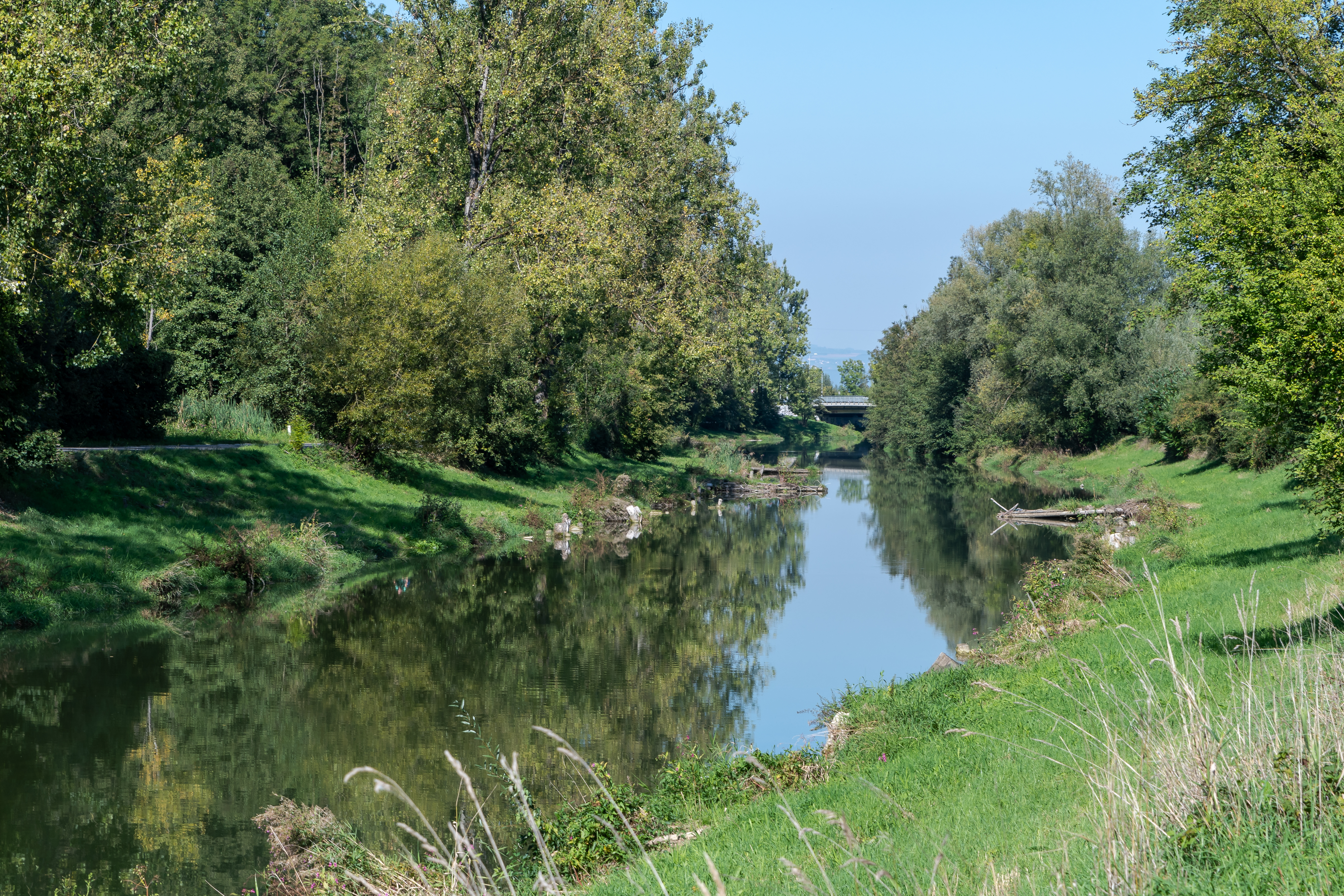
Ansfelden Ritzlhof, hier wird Wasser für die Papierfabrik Nettingsdorf abgezweigt
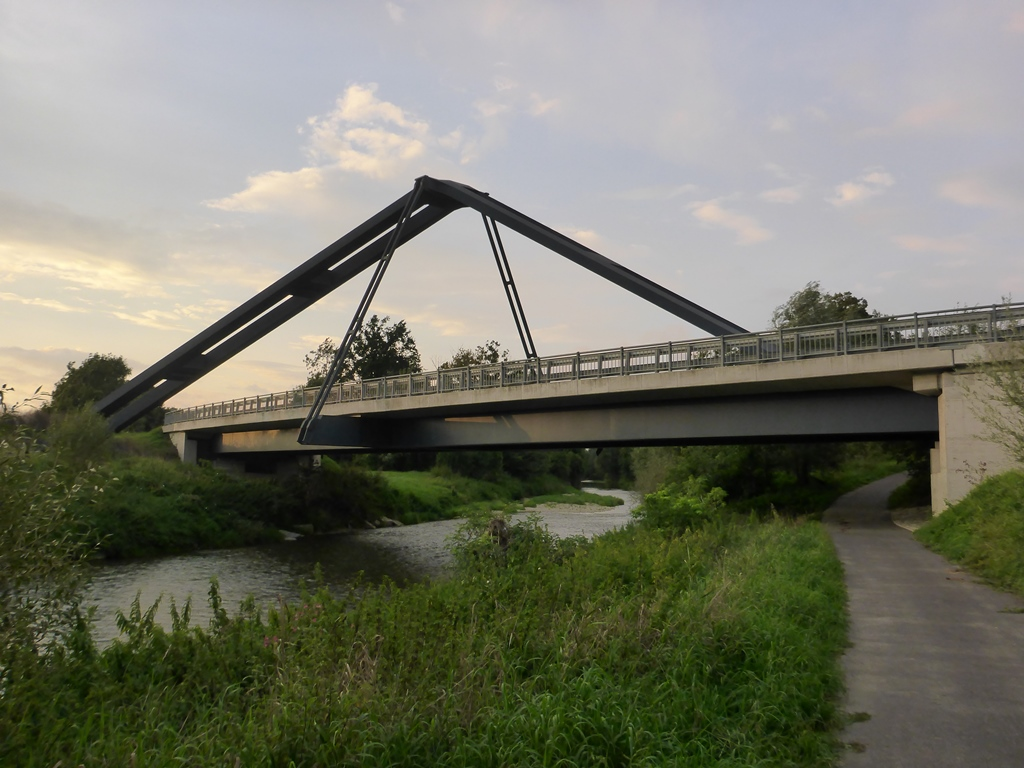
Nach dem Hochwasser 2002 neu errichtete Brücke in Ansfelden
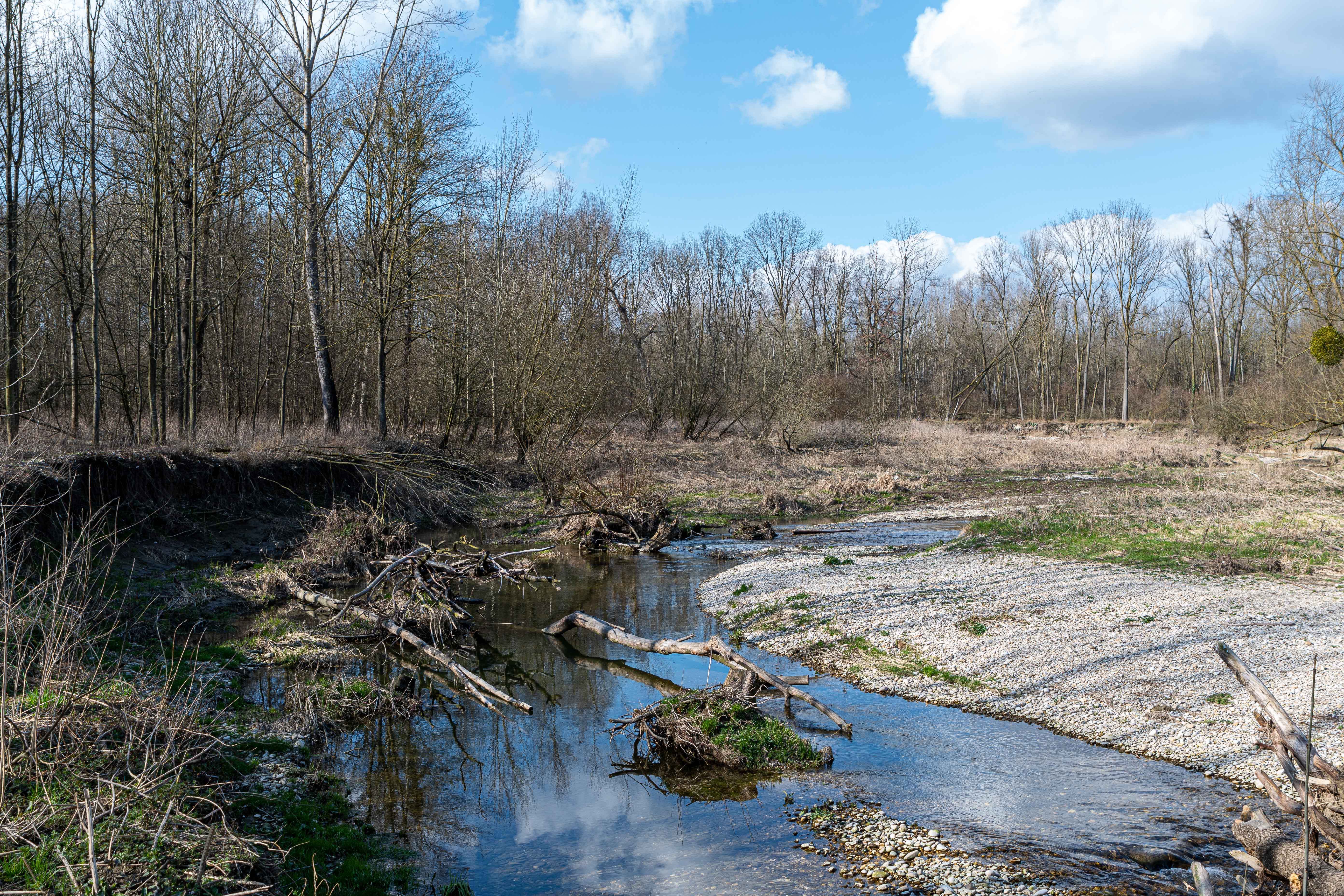
Traun-Donau Auen, kurz vor der Mündung in die Traun
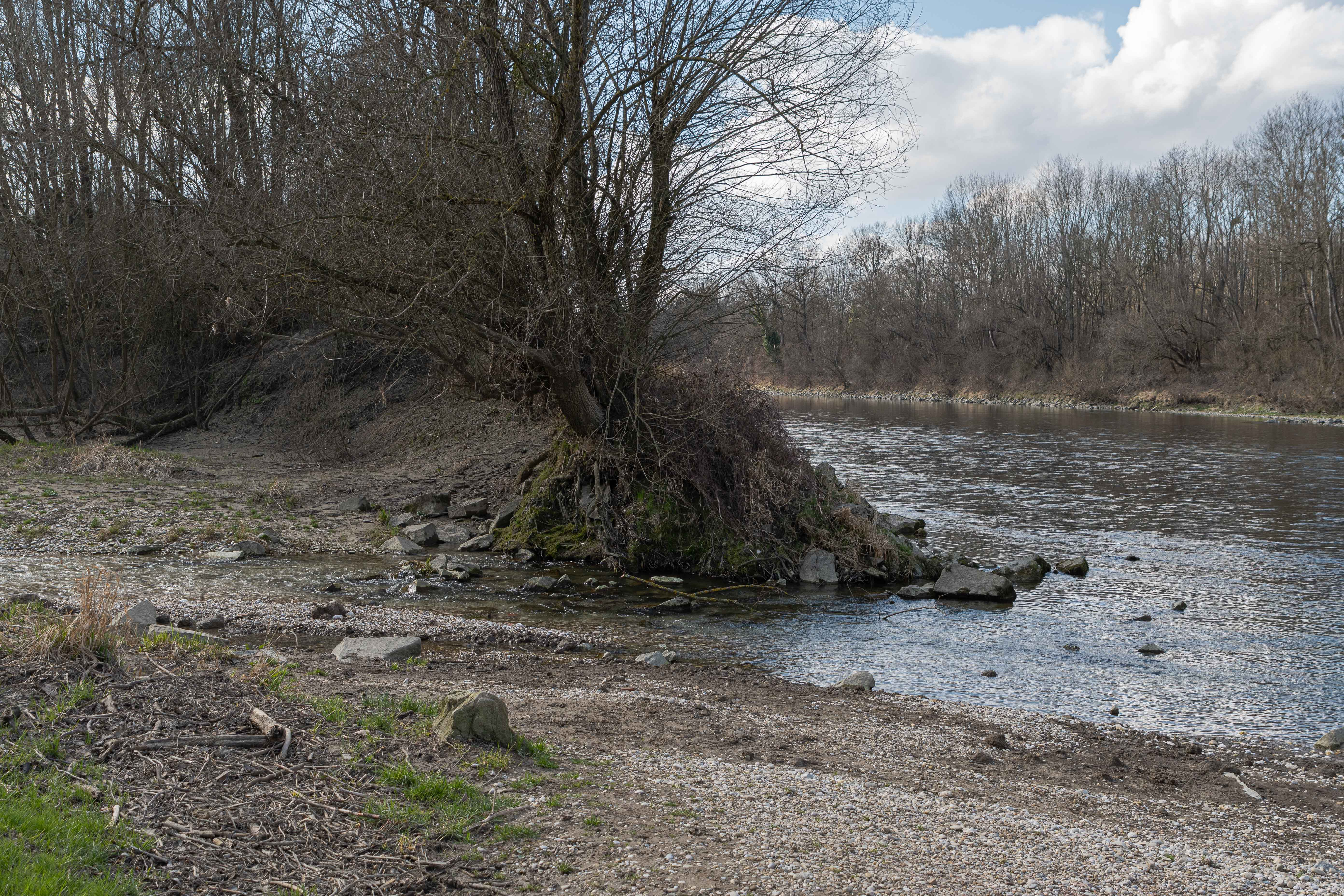
Mündung in die Traun